# Girl Power
Girl power är en engelskspråkig fras som blev populär under 1990-talet, bland annat genom popgruppen Spice Girls. Den kan till viss del sammanlänkas till Riot grrrl och tredje vågens feminism. Uttrycket symboliserar kvinnans självständighet.